# Combustie umană spontană
Combustia umană spontană este un proces în care o ființă umană arde, parțial sau complet, fără a se fi aflat în contact direct cu o sursă externă de aprindere. Chiar dacă există o mulțime de teorii asupra acestui fenomen, poziția majorității oamenilor de știință asupra combustiei spontane este sceptică. Fenomenul este catalogat ca aparținând sferei paranormalului. Apărătorii acestui fenomen declară că s-au contabilizat în jur de 200 de cazuri începând cu secolul XVII. Totuși, în majoritatea cazurilor nu au existat cercetări sau studii asupra fenomenului și a cauzelor care l-au putut produce, relatările bazându-se pe mărturii, zvonuri și care nu relatau cu exactitate numele victimei sau data producerii incidentului.

## Teorii
Unul dintre principalele argumente folosite de cei ce afirmă că combustia ar fi de cauză paranormală este faptul că o mare parte din corpul uman este alcătuită din apă, ceea ce nu favorizează aprinderea sau arderea. Cu toate acestea în unele cazuri de combustie umană spontană trupurile victimelor au devenit cenușă. Studiile arată că pentru a ajunge în așa stare corpurile ar avea nevoie de o temperatură de 1.700 grade Celsius iar în crematoriile moderne se lucrează cu o temperatură cuprinsă între 800 și 1.000 grade Celsius ceea ce duce la o ardere incompletă a oaselor mari și trebuie măcinate.
Cea mai mare problemă legată de combustia umană spontană e că lipsesc amănunte și date precise. În majoritatea cazurilor lipsesc rapoartele medicului legist sau investigații detaliate dar cu toate astea s-au observat unele elemente comune:
- Focul pare a sta localizat în trupul victimei. Mobila și electrocasnicele din jurul victimei par a rămâne intacte.
- Încăperea în care se află victima este plină de funingine groasă.
- Trupul victimei este ars în procentaj mai ridicat decât în cazul altor incendii din alte cauze. Arsurile nu sunt însă distribuite pe tot corpul, de obicei trunchiul este adus în stadiu de cenușă în timp ce extremitățile rămân mai puțin afectate.
- Toate cazurile s-au produs în interiorul clădirilor.
- În multe cazuri victimele au probleme de mobilitate: handicap motor, obezitate, stare de ebrietate, sub efectul sedativelor.
- În toate cazurile există o posibilă sursă de aprindere externă.
- Nu există martori oculari din clipa producerii combustiei.
- Victimele sunt găsite după mai mult de 6 ore după producerea fenomenului.
- Victimele în mai toate cazurile au fost persoane adulte, excepția fiind un bebeluș din India care a suferit o combustie umană spontană.

Explicațiile raționale ale acestor fenomene pot fi de crimă sau de efect fitil.
Crima
Nu ar fi ieșit din comun ca un criminal să încerce să-și ardă victima cu scopul de a tăinui asasinatul. În cazul lui Nicole Millet, soțul victimei a fost arestat și condamnat de către prima instanță.
Cazul contesei von Görlitz a fost inclus de asemenea în această categorie. În anul 1848, contele von Görlitz ajungând acasă nu-și găsea soția. Forțând ușa odăii private a contesei, găsi trupul acesteia parțial ars. Încăperea suferise daune din cauza focului, ferestrele erau sparte. Biroul era afectat de foc iar oglinda de asemenea spartă. Lumânările din încăpere erau topite. De aici a venit ideea că focul produs într-o încăpere închisă ar fi putut proveni de la combustia umană spontană. 
Trei ani mai târziu, un servitor al contesei pe nume Stauff a fost învinuit de asasinat. A fost arestat, acuzat și întemnițat.
Stauff a mărturisit că intrând în odaia contesei a văzut bijuteriile sale și s-a simțit ispitit. Contesa s-a întors în încăpere și l-a surprins pe servitor încercând să sustragă bijuteriile. În cearta care a urmat, Stauff a ștrangulat-o. Pentru a-și tăinui crima încercă să incendieze toată camera grupând obiecte inflamabile în preajma biroului unde o așezase și pe contesă.
Efectul fitil
Cu toate că în numele fenomenului intră cuvântul spontană, adevărul este că nu au existat martori oculari care să confirme acest lucru. În general cadavrul a fost găsit câteva ore mai târziu de producerea arderii.
Efectul de fitil a fost propus de D. J. Gee în 1965 pentru a explica decesul unei femei.
Efectul fitil se produce când fusta, rochia sau alt articol de îmbrăcăminte aparținând victimei se aprinde dintr-o sursă de foc extern. În condiții propice, focul arde întâi pielea apoi grasimea corporală, această grăsime se topește și îmbibă pânza din care sunt confecționate hainele, similar procesului de ardere al candelelor și al lumânărilor. În acest mod focul poate fi alimentat ore întregi. Grăsimea umană arde la temperatura de 215 grade Celsius, dar când este îmbibată într-un fitil poate arde la temperaturi mai scăzute. Chiar dacă această temperatură este mult mai scăzută decât în crematorii, focul durează mult mai mult timp, ceea ce face ca rezultatul să fie asemănător.
J. D. De Haan, medic legist expert în incendii profesând la Institutul Criminalist al Californiei a studiat, explicat și reprodus cu succes și a împărtășit rezultatele sale cu BBC și National 
În experimentul lui De Haan, un porc a fost învelit într-o pătură și așezat într-o cameră mobilată. S-a turnat o mică cantitate de benzină peste pătură pentru a aprinde focul. După ce au dat foc benzinei, cercetătorii au lăsat să ardă pătura fără să intervină. Căldura la locul arderii ajunsese la 800 grade Celsius. După ce a ars stratul de piele, grăsimea a început să se topească, curgând și îmbibând pătura. Măduva osoasă, care are un conținut ridicat de grăsimi a urmat același proces. Mobila din jurul porcului nu a fost afectată de foc, ci doar carcasa din plastic a televizorului care s-a topit din cauza căldurii. Focul a fost stins după șapte ore de ardere, după ce mare parte din corpul porcului arsese și devenise cenușă.
În urma acestul experiment, cercetătorii de la BBC au explicat următoarele însușiri a combustiei spontane:
- focul era bine localizat, flăcările ajungeau la o înălțime de 50 cm, ceea ce a făcut ca focul să nu se propage la lucrurile dimprejur.
- corpul rezultă puternic ars, focul chiar dacă nu ajunge la temperaturi foarte ridicate, arde mult timp ceea ce permite arderea completă sau aproape completă, datorită evaporării substanțelor lichide.
- mobila și electrocasnicele aflate împrejur nu ard, focul arzând încontinuu încălzește aerul și produce un curent de convecție iar obiectele înconjurătoare au fost afectate doar de căldura degajată.

## Explicații paranormale
Există o mulțime de explicații care sunt însă, respinse de către oamenii de știință datorită faptului că se apelează la practici magice sau pentru că sunt în dezacord cu cunoștințele actuale. În aceste teorii intră:
- intervenția divină, teorie acceptată în sec XVIII și XIX
- energii mistice
- intervenții ale spiritelor
- din cauza consumului de alcool, care este inflamabil
- din cauza energiei statice, teorie descrisă de John E. Heymer în cartea sa The Entrancing Flame
- din cauza unei particule atomice numite de Larry Arnold pyroton parte a unei raze cosmice. Larry Arnold este directorul organizației Parascience International și în anul 1995 a scos o carte numită În flăcări! în care își dezbate teoria.

## Combustia umană spontană în ficțiune
Jules Verne descrie în romanul „Căpitan la cincisprezece ani” (1878) că regele fictiv din Kazounde (Africa) a luat foc instantaneu. Verne nu a avut nici o îndoială asupra cauzei: în corpurile alcoolizate are loc o ardere cu o flacără albăstruie, pe care nu o mai poate stinge apa.